# Lirophora latilirata
Lirophora latilirata är en musselart som först beskrevs av Conrad 1841.  Lirophora latilirata ingår i släktet Lirophora och familjen venusmusslor. Inga underarter finns listade i Catalogue of Life.